# Liste der Einträge im National Register of Historic Places im Hardy County
Diese Liste der Einträge im National Register of Historic Places im Hardy County enthält alle im Hardy County, West Virginia in das National Register of Historic Places eingetragenen Gebäude, Bauwerke, Objekte, Stätten oder historischen Distrikte.
Diese Liste entspricht dem Bearbeitungsstand des National Park Service/National Register of Historic Places vom 23. August 2024.

## Legende
| NRHP | Historic Place             |
| HD   | National Historic District |

## Aktuelle Einträge
| [ 2 ] | Name                                                          | Bild                       | Eintragsdatum                 | Lage                                                                               | Ort          | Beschreibung |
| ----- | ------------------------------------------------------------- | -------------------------- | ----------------------------- | ---------------------------------------------------------------------------------- | ------------ | ------------ |
| 1     | Judge J. W. F. Allen House                                    | Judge J. W. F. Allen House | 10. Feb. 1983 ID-Nr. 83003237 | South Fork Rd. 39° 3′ 24″ N, 78° 57′ 42″ W                                         | Moorefield   |              |
| 2     | Buena Vista Farms                                             | Buena Vista Farms          | 10. Juli 1985 ID-Nr. 85001594 | U.S. Route 220 39° 7′ 47″ N, 78° 57′ 2″ W                                          | Old Fields   |              |
| 3     | Fort Pleasant                                                 | Fort Pleasant              | 16. Juli 1973 ID-Nr. 73001903 | nördlich von Moorefield 39° 8′ 1″ N, 78° 56′ 55″ W                                 | Moorefield   |              |
| 4     | Henry Funkhouser Farm and Log House                           |                            | 29. Nov. 2001 ID-Nr. 01001326 | Funkhouser Rd., County Road 259/9 39° 1′ 21″ N, 78° 46′ 14″ W                      | Baker        |              |
| 5     | Hickory Hill                                                  | weitere Bilder             | 10. Juli 1985 ID-Nr. 85001596 | U.S. Route 220 38° 59′ 57″ N, 79° 4′ 14″ W                                         | Petersburg   |              |
| 6     | P.W. Inskeep House                                            | P.W. Inskeep House         | 10. Juli 1985 ID-Nr. 85001597 | West Virginia Route 55 39° 4′ 13″ N, 78° 57′ 25″ W                                 | Moorefield   |              |
| 7     | Francis Kotz Farm                                             |                            | 22. Dez. 2008 ID-Nr. 08001237 | 27625 West Virginia Route 55 39° 4′ 39″ N, 78° 36′ 16″ W                           | Wardensville |              |
| 8     | Lighthorse Harry Lee Cabin                                    | weitere Bilder             | 30. Juli 1974 ID-Nr. 74002001 | westlich von Mathias im Lost River State Park 38° 53′ 41″ N, 78° 55′ 25″ W         | Mathias      |              |
| 9     | Lost River General Store                                      | Lost River General Store   | 30. Nov. 2005 ID-Nr. 05001349 | 6993 West Virginia Route 259 38° 57′ 11″ N, 78° 48′ 15,5″ W                        | Lost River   |              |
| 10    | Thomas Maslin House                                           | Thomas Maslin House        | 29. Aug. 1979 ID-Nr. 79002578 | 131 Main St. 39° 3′ 36″ N, 78° 58′ 9″ W                                            | Moorefield   |              |
| 11    | John Mathias House                                            | weitere Bilder             | 24. Nov. 1978 ID-Nr. 78002796 | West Virginia Route 259 38° 52′ 39″ N, 78° 52′ 3″ W                                | Mathias      |              |
| 12    | The Meadows                                                   |                            | 14. Jan. 1986 ID-Nr. 86000777 | U.S. Route 220 39° 5′ 9″ N, 78° 57′ 20″ W                                          | Moorefield   |              |
| 13    | Mill Island                                                   |                            | 2. Juli 1973 ID-Nr. 73001904  | südlich von Moorefield 39° 2′ 22″ N, 78° 57′ 38″ W                                 | Moorefield   |              |
| 14    | Moorefield Historic District                                  | weitere Bilder             | 15. Jan. 1986 ID-Nr. 86000774 | zwischen der Main, Elm, Washington und Winchester Sts. 39° 3′ 35″ N, 78° 58′ 12″ W | Moorefield   |              |
| 15    | New Deal Resources in Lost River State Park Historic District | weitere Bilder             | 4. Feb. 2011 ID-Nr. 10001226  | 321 Park Dr. 38° 53′ 33″ N, 78° 55′ 38″ W                                          | Mathias      |              |
| 16    | Oakland Hall                                                  |                            | 10. Juli 1985 ID-Nr. 85001598 | U.S. Route 220 39° 0′ 26″ N, 79° 0′ 12″ W                                          | Moorefield   |              |
| 17    | Old Hardy County Courthouse                                   | weitere Bilder             | 9. Okt. 1974 ID-Nr. 74002002  | Winchester Ave. und Elm St. 39° 3′ 43″ N, 78° 58′ 5″ W                             | Moorefield   |              |
| 18    | Old Stone Tavern                                              | Old Stone Tavern           | 10. Dez. 1979 ID-Nr. 79002579 | 117 Main St. 39° 3′ 40″ N, 78° 58′ 11″ W                                           | Moorefield   |              |
| 19    | Stump Family Farm                                             |                            | 15. Dez. 1998 ID-Nr. 98001471 | West Virginia Route 7 38° 54′ 31″ N, 79° 1′ 10″ W                                  | Moorefield   |              |
| 20    | Nicholas Switzer House                                        |                            | 24. Dez. 2008 ID-Nr. 08001238 | County Route 5 und Waites Run 39° 4′ 48″ N, 78° 34′ 54″ W                          | Wardensville |              |
| 21    | Garrett VanMeter House                                        |                            | 27. März 2001 ID-Nr. 01000264 | Reynolds Gap Rd. 39° 8′ 14″ N, 78° 56′ 13″ W                                       | Old Fields   |              |
| 22    | Westfall Place                                                |                            | 10. Juli 1985 ID-Nr. 85001599 | U.S. Route 220 39° 1′ 1″ N, 79° 0′ 3″ W                                            | Moorefield   |              |
| 23    | Willow Wall                                                   | Willow Wall                | 2. Juli 1973 ID-Nr. 73001906  | südlich von Old Fields 39° 7′ 40″ N, 78° 57′ 56″ W                                 | Old Fields   |              |
| 24    | The Willows                                                   |                            | 2. Juli 1973 ID-Nr. 73001905  | südlich von Moorefield 39° 2′ 0″ N, 78° 57′ 43″ W                                  | Moorefield   |              |
| 25    | Wilson-Kuykendall Farm                                        | Wilson-Kuykendall Farm     | 10. Juli 1985 ID-Nr. 85001600 | U.S. Route 220 39° 2′ 20″ N, 78° 59′ 10″ W                                         | Moorefield   |              |